# Winchester M1897
Pour les articles homonymes, voir M97.

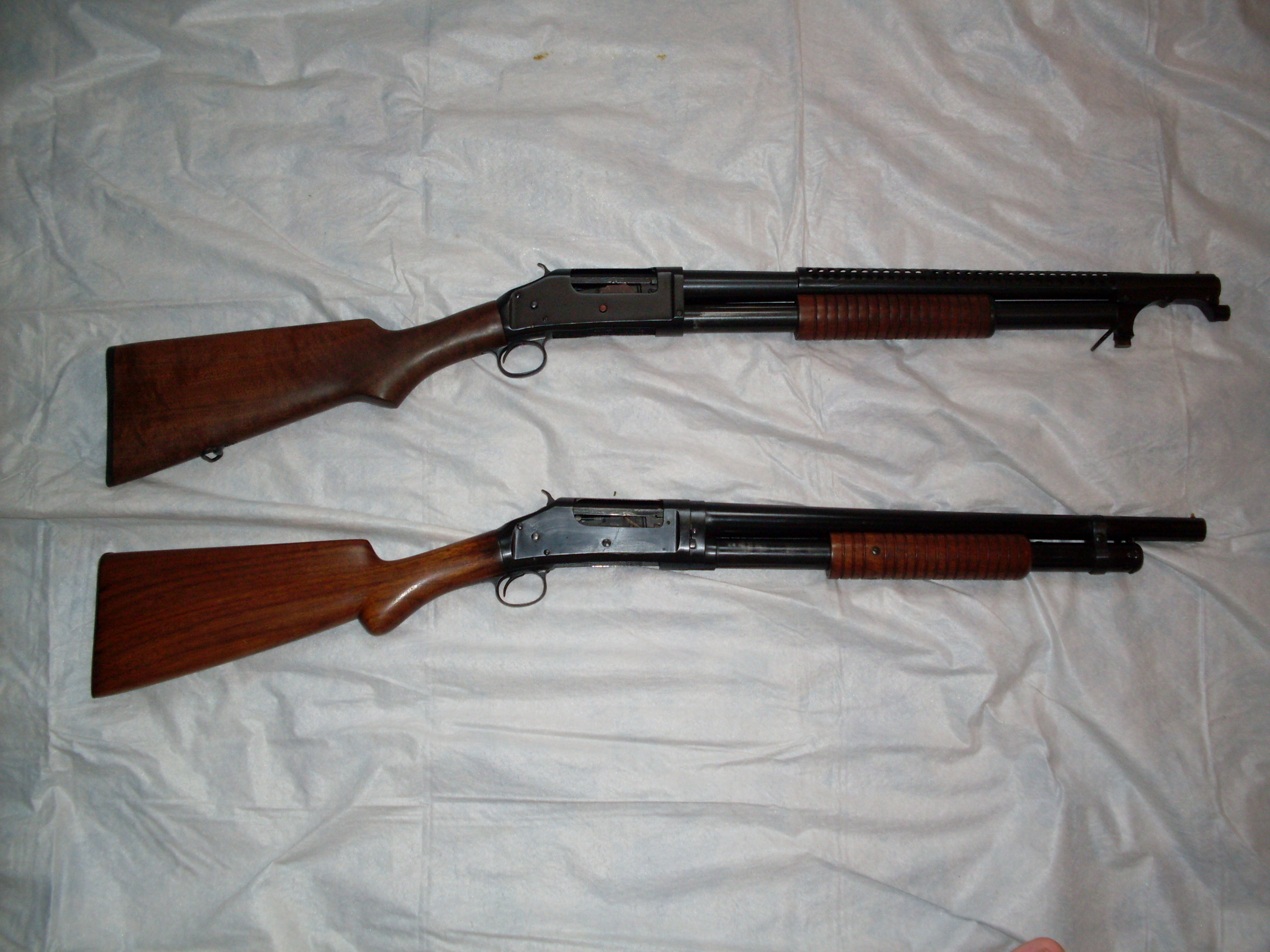
Les versions trenchgun (haut) et riotgun (bas) du M1897

Le Winchester Model 1897 est le premier fusil à pompe à connaître le succès. Il cède petit à petit la place au Winchester M12 sorti en 1912. Il est aussi connu sous le nom de M97, Model 97, ou Trench Gun.

## Présentation
Le Modèle 1897 est une évolution du Winchester Modèle 1893 conçu par John Browning. Lancé en juin 1893, le M93 souffre alors d'une cartouche chargée à poudre noire qui ne convainc pas les chasseurs. En 1897, la Winchester Repeating Arms Company propose une version adaptée à la poudre sans fumée et le volume des ventes fait oublier l'échec du M93. Jusqu'en 1957, plus d'un million de M97 sont vendus. Il est équipé d'un chien extérieur et d'un magasin tubulaire. C'est l'élévateur qui verrouille la culasse en prenant appui sur la carcasse. Le M97 est livré en calibre 12 et 16 et propose de nombreuses longueurs de canons. Il existe aussi en version démontable.

## Tableau des différents modèles du M1897
| Nom de la variante | Calibre | Taille du canon (mm) | Dates de production | Remarques |
| Standard           | 12,16   | 769                  | 1897-1957           | Crosse pleine en bois de noyer avec de l'acier au bout de la crosse.                                                |
| Trap               | 12,16   | 769                  | 1897-1931           | monture en noyer fantaisie avec quadrillage.                                                                        |
| Pigeon             | 12,16   | 711                  | 1897-1939           | Comme la variante Trap, mais le boîtier de culasse est gravé à la main.                                             |
| Tournament         | 12      | 762                  | 1910-1931           | Monture en noyer sélectionné, le boîtier de culasse est mat pour réduire l'éblouissement.                           |
| Brush              | 12,16   | 660                  | 1897-1931           | Un plus petit magasin, crosse pleine en bois de noyer sans quadrillage, le boîtier de culasse n'est pas démontable. |
| Brush Takedown     | 12,16   | 660                  | 1897-1931           | Comme le Brush, mais le boîtier de culasse est démontable.                                                          |
| Riot               | 12      | 508                  | 1898-1935           | Crosse pleine en bois de noyer, le boîtier de culasse est démontable, ou non selon le choix.                        |
| Trench             | 12      | 508                  | 1917-1945           | Comme le Riot mais il y a un bouclier thermique, une cosse à baïonnette, et une belière                             |

## Utilisation militaire

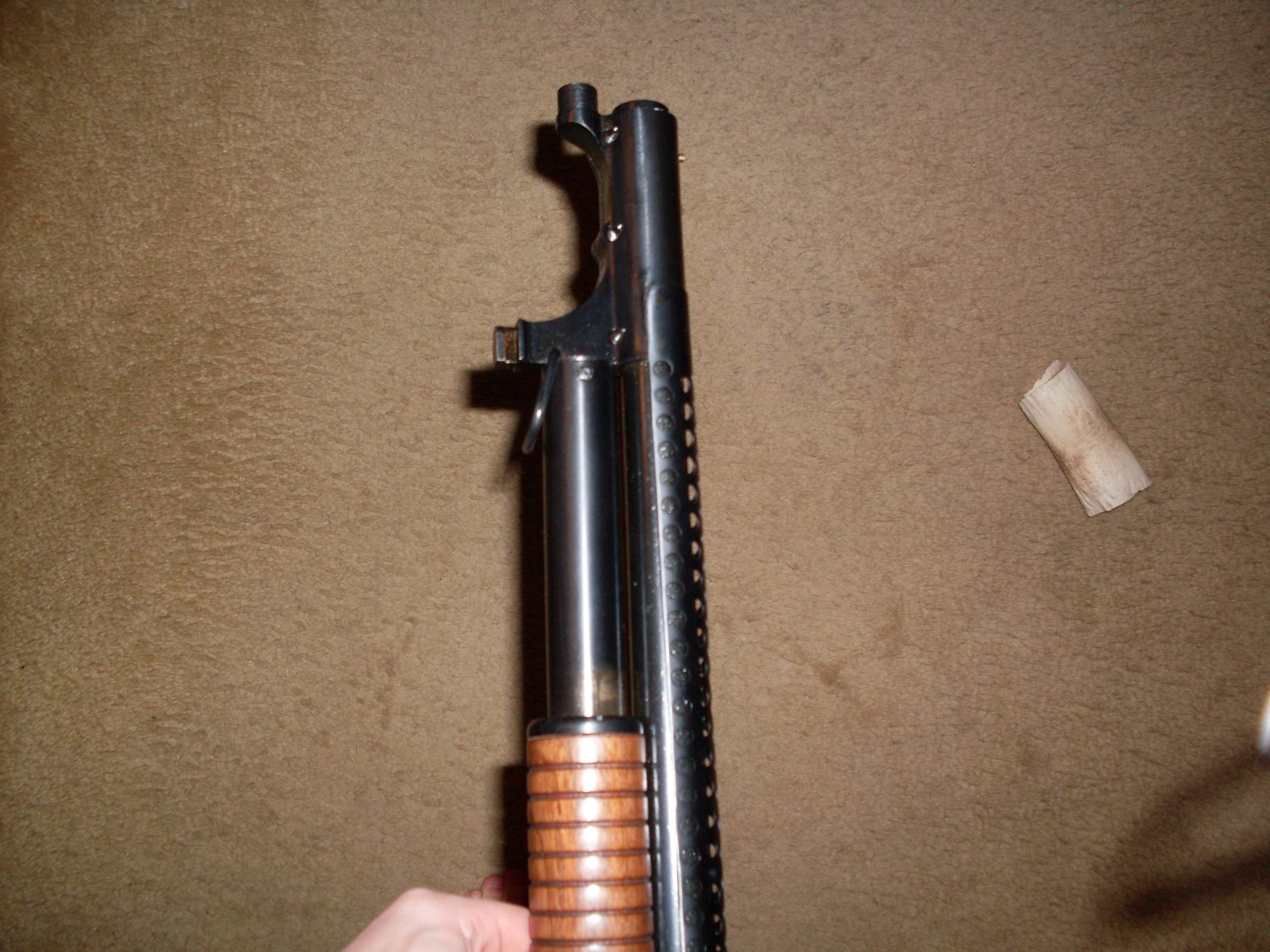
Support à baïonnette de la Winchester Model 1897.

Durant la Première Guerre mondiale les militaires des États-Unis utilisent une version à canon court et tenon de baïonnette, appelée Trench Gun à partir du début de 1918. La rapidité de la manœuvre de la pompe du M97 et sa capacité de six coups le rendent efficace pour les nettoyeurs de tranchées. Les Allemands protestent en septembre 1918 à la suite des premières captures de prisonniers portant cette arme et la jugent contraire à la première et seconde conférence de La Haye. Les Américains répliquent que les plombs numéro 0 utilisés ne sont pas plus petits que les balles utilisés dans les autres armes et continuent à utiliser le M97.
Il est remis en service en nombre réduit dans l'US Army et l'US Marine Corps durant la Seconde Guerre mondiale et à de très rares occasions pendant la guerre de Corée et du Viêt Nam.

## Utilisation policière
Appelés Riot Guns (fusils anti-émeutes), les M97 destinés à un usage policier sont très proches de la version militaire de la Grande Guerre. Le canon est ainsi court (45,7 ou 50,8 cm) mais ne reçoit pas de baïonnette. Il équipa de nombreux services de polices aux États-Unis et arma les gardiens des pénitenciers de nombreux états.

## Fiche technique du M97 version militaire/police
- Calibre : 12
- Canon : 51 cm
- Longueur : 
  - sans baïonnette : 99 cm
  - avec baïonnette : 1,43 m
- Masse du fusil vide : 3,6 kg
- Capacité du magasin : 6 coups
- Prix de vente aux États-Unis en 1940 :
  - Trench Gun avec sa baïonnette : 60,59 US$
  - Riotgun : 34,05 US$ (même prix que la version chasse)

## Fiche technique du M97 version chasse
- Calibre : 12 ou 16
- Canon : 66-76 cm(calibre 12)/66-71 cm (calibre 16)
- Longueur : 118-128 cm
- Masse du fusil vide : 3,3-3,9 kg
- Capacité du magasin : 6 coups
- Prix de vente en France : 170 Francs-or en 1910.

## Copié en Chine pour les tireurs américains
La firme chinoise Norinco en fabrique actuellement une copie moins bien finie que l'original. Elle est très populaire aux États-Unis et en UE pour les épreuves de Tir Western. Les modèles Riot-Guns et Trenchguns prennent les noms de Norinco YL-1897 et YL-M-97. Ils mesurent 1 m avec un canon de 51 cm. Le Riotgun pèse 3,3 kg et le Trenchgun 3,4.

## Apparition dans les œuvres de fiction

### Cinéma
- La Ligne rouge
- Les Incorruptibles
- Pearl Harbor
- La Momie
- Les Professionnels
- No Country for Old Men
- Magnum Force
- Bullitt
- Un membre des Black and Tans dans Michael Collins.
- Indiana Jones et le Royaume du crâne de cristal.
- French Connection
- Le Lion et le Vent

### BD, Manga, Anime
- Gunslinger Girl : arme préférée de Triela.
- Gunsmith Cats
- Desert Punk
- L'Odyssée de Kino : une des armes utilisée par Kino.
- Yōjo Senki: Saga of Tanya the Evil

### Jeux vidéo
- Medal of Honor : Soleil levant (Medal of honor : Rising Sun)
- Wolfenstein : Ennemy Territory
- Counter strike Xtreme V5
- Red Dead Redemption
- Red Dead Redemption II
- Call of Duty 2
- Call of Duty 3
- Call of Duty: World War II
- Killing Floor
- Killing Floor 2
- Enemy Front
- PlayerUnknown's Battlegrounds
- Battlefield 1
- Battlefield V
- Fortnite Battle Royale
- Hell Let Loose

## Sources
- J.C Alladio, La Winchester, éditions du Guépard, Paris, 1981.